# North Bend (Oregon)
Pour les articles homonymes, voir North Bend.
North Bend est une ville du comté de Coos situé dans l'État de l'Oregon aux États-Unis.

## Histoire
La ville de North Bend a été fondée en 1903.

## Géographie

### Situation
La ville de North Bend se situe dans le comté de Coos dans l'État de l'Oregon aux États-Unis.

Situation de la ville de North Bend sur carte : à droite, situation du comté de Coos sur la carte de l'État de l'Oregon et à gauche : situation de la ville de North Bend sur la carte du comté de Coos.

### Démographie
| Année | Nombre d'habitants | %±     |
| ----- | ------------------ | ------ |
| 1910  | 2 078              | —      |
| 1920  | 3 268              | + 57,3 |
| 1930  | 4 012              | + 22,8 |
| 1940  | 4 602              | + 14,7 |
| 1950  | 6 099              | + 32,5 |
| 1960  | 7 512              | + 23,2 |
| 1970  | 8 553              | + 13,9 |
| 1980  | 9 779              | + 14,3 |
| 1990  | 9 614              | - 1,7  |
| 2000  | 9 544              | - 0,7  |
| 2010  | 9 695              | + 1,6  |

### Climat
| Mois                                  | jan.    | fév.     | mars    | avril   | mai     | juin    | jui.    | août    | sep.    | oct.    | nov.    | déc.     | année    |
| ------------------------------------- | ------- | -------- | ------- | ------- | ------- | ------- | ------- | ------- | ------- | ------- | ------- | -------- | -------- |
| Température minimale moyenne (°C)     | 5       | 5        | 5,5     | 6,7     | 8,9     | 10,7    | 12      | 12      | 10,7    | 8,3     | 6,4     | 4,7      | 8        |
| Température moyenne (°C)              | 8,5     | 8,7      | 9,2     | 10,2    | 12,3    | 14,1    | 15,4    | 15,8    | 15      | 12,7    | 10,1    | 8,2      | 11,7     |
| Température maximale moyenne (°C)     | 11,9    | 12,3     | 12,8    | 13,7    | 15,8    | 17,5    | 18,9    | 19,6    | 19,3    | 17,1    | 13,8    | 11,6     | 15,4     |
| Record de froid (°C) date du record   | −9 1930 | −10 1989 | −8 1908 | −3 1908 | −3 1912 | 1 2008  | 2 1920  | 2 1904  | −1 1908 | −3 1930 | −7 1955 | −11 1990 | −11 1990 |
| Record de chaleur (°C) date du record | 23 1940 | 28 2016  | 31 1934 | 31 1947 | 34 1939 | 38 1925 | 37 1905 | 36 1918 | 34 2020 | 35 1991 | 26 1929 | 21 1980  | 38 1925  |
| Précipitations (mm)                   | 239,5   | 177,5    | 190,2   | 137,2   | 74,9    | 39,4    | 8,9     | 10,7    | 39,4    | 107,7   | 210,8   | 265,9    | 1 502,2  |
| dont neige (cm)                       | 0,1     | 0,1      | 0,1     | 0       | 0       | 0       | 0       | 0       | 0       | 0       | 0,03    | 0,6      | 1        |
| Nombre de jours avec précipitations   | 19      | 17,4     | 19      | 17,2    | 12,4    | 9,3     | 3,3     | 4,2     | 5,9     | 12,8    | 18,9    | 19,6     | 158,9    |
| Nombre de jours avec neige            | 0,16    | 0,11     | 0,11    | 0       | 0       | 0       | 0       | 0       | 0       | 0       | 0,05    | 0,11     | 0,53     |

| Diagramme climatique                                  |            |              |              |             |              |           |            |              |              |              |              |
| J                                                     | F          | M            | A            | M           | J            | J         | A          | S            | O            | N            | D            |
| 11,95239,5                                            | 12,35177,5 | 12,85,5190,2 | 13,76,7137,2 | 15,88,974,9 | 17,510,739,4 | 18,9128,9 | 19,61210,7 | 19,310,739,4 | 17,18,3107,7 | 13,86,4210,8 | 11,64,7265,9 |
| Moyennes : • Temp. maxi et mini °C • Précipitation mm |            |              |              |             |              |           |            |              |              |              |              |

## Gouvernement
Le maire actuel de la ville est Wick Wetherell.

## Autres

### Transports

#### Air
On peut trouver à North Bend l'aéroport régional du sud-ouest de l'Oregon.

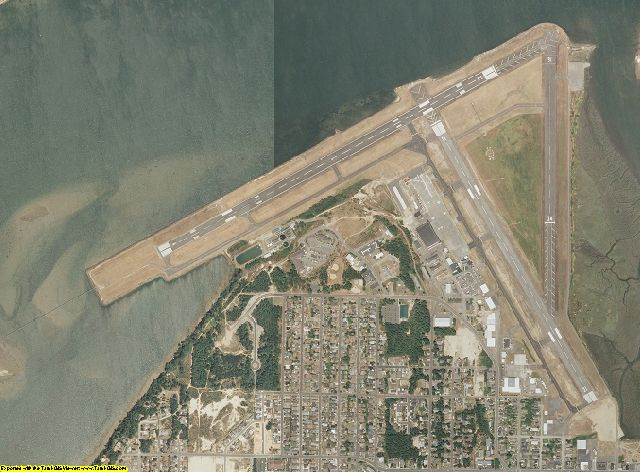
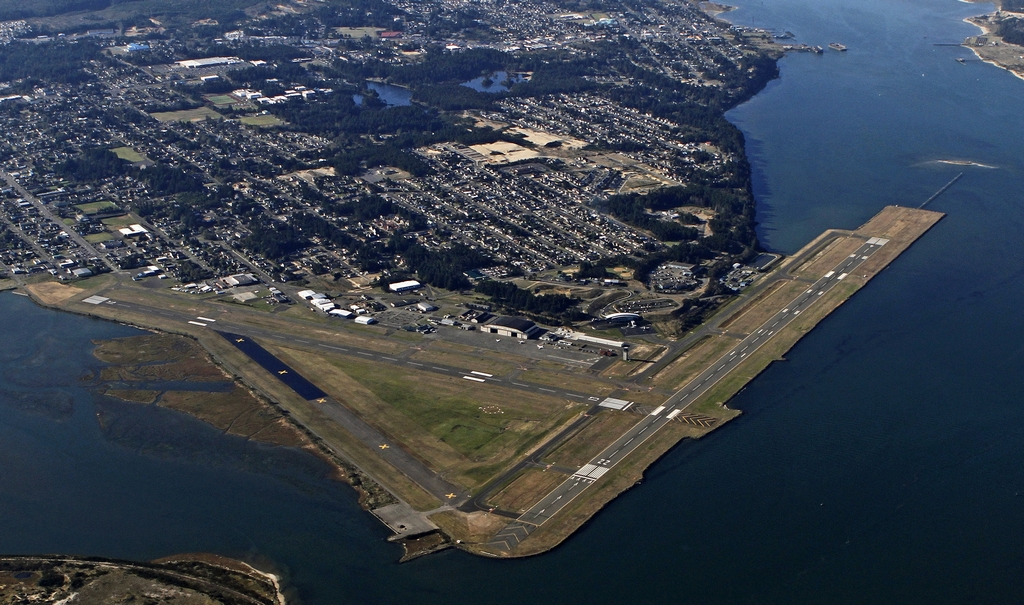
Vues aériennes de l'aéroport.
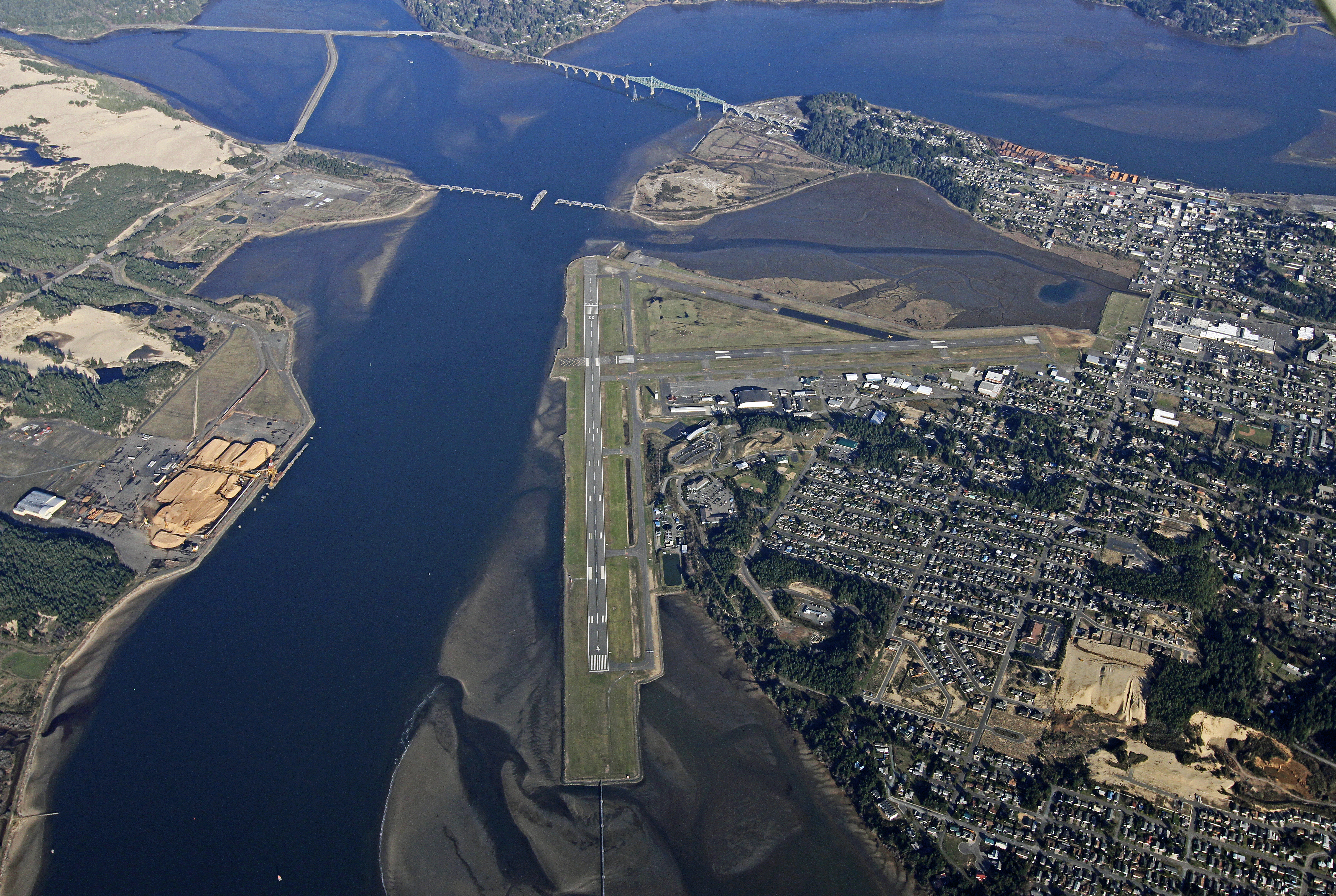

#### Bus
La ville possède une compagnie de bus avec plusieurs lignes.

#### Taxi
La Yellow Cab company propose des taxis dans la ville de North Bend.

### Éducation
La ville possède douze établissement scolaires. L'université du sud-ouest de l'Oregon accueil 14 500 étudiants à l'année.

### Médias
Radios
- KSBA 88.5 FM (publique)
- KSOR 89.1 FM (publique, non anglopone)
- KJCH 90.9 FM (religieuse)
- KMHS-FM 91.3 (étudiante)
- K219CK 91.7 (KEAR et FM)
- KDCQ 92.9 FM (commerciale)
- KTEE 94.9 FM (commerciale)
- KTEE 95.7 FM (commerciale)
- KSHR-FM 97.3 FM (commerciale)
- KYTT 98.7 FM (religion)
- KJMX 99.5 FM (commerciale)
- KJMX 100.3 FM (commerciale)
- KVIP 102.1 FM (religion)
- KYSJ 105.9 FM (commerciale)
- KOOS 107.3 FM (commerciale)
- KOOS 107.7 FM (commerciale)
- KWRO 630 AM (commerciale)
- KGRV 700 AM (religion)
- KDUN 1030 AM (commerciale)
- KHSN 1230 AM (commerciale)
- KBBR 1340 AM (commerciale)

Chaines de télévisions
- CBS
- PBS/OPB
- NBC
- ABC
- NBC
- 3ABN
- Fox

Journal
- The World (Coos Bay)